# Francisco de Castro, inquisidor-geral

Assinatura de D. Francisco de Castro, num documento de 1637

Francisco de Castro (1574 – 1653) foi um clérigo português que ascendeu a Bispo da Guarda, reitor da Universidade de Coimbra e a inquisidor-geral do Santo Ofício.

## Biografia
D. Francisco de Castro iniciou seus estudos em casa, posteriormente continuados no Colégio de São Pedro em Coimbra. Nesta instituição, D. Francisco foi porcionista, colegial e reitor.
Em 1604 licenciou-se em Teologia pela Universidade de Coimbra, nesta mesma cidade foi deão da sé e em 1605 reitor da universidade onde se formara. Como reitor tinha o direito de fazer parte do Conselho de Estado, direito esse que fez valer.
Sob a égide da dinastia filipina, em 1611 foi alçado ao importante cargo de Presidente da Mesa de Consciência e Ordens. Neste posto, superentendia nas ordens militares de de Cristo, São Tiago e São Bento de Avis, no regime eclesiástico e temporal dos priorados e nas comendas.
Em 1617, tornou-se bispo, nomeado pelo Papa Paulo V, sendo nomeado em seguida Bispo da Guarda.
O Papa Urbano VIII, através do breve Cum officium, nomeou-o em 1629, Inquisidor-geral dos tribunais inquisitoriais lusitanos.
Em 1639, ele iniciou a compilação do maior código legal já concretizado pelo Tribunal do Santo Ofício em Portugal, onde regulava com uma minúcia os mais diversos aspectos da actuação inquisitorial.
Após o golpe de 1º de Dezembro de 1640, que permitiu a Restauração da Independência de Portugal face a Espanha, D. Francisco participa do evento da subida ao poder e de juramento de fidelidade a D. João IV. Nessa altura é recolocado no conselho de Estado, mas seis meses depois é preso em 28 de Maio de 1641, sobe a acusado de conspiração contra o mesmo rei. Coube ao Bispo eleito do Porto, D. Pedro de Meneses, efectuar a a sua prisão do Inquisidor-geral. A suposta conspiração, que tinha como mentor o Marquês de Vila Real, D. Miguel Luís de Meneses, era forjar um incêndio na residência real, chamando a atenção dos guardas e vigilantes do local e desta maneira, deixar o rei desguarnecido de protecção e assassiná-lo.
Foi mantido preso na Torre de Belém durante cerca de dois anos, até ser solto no dia 5 de Fevereiro de 1643. Após isso ele e sua família tiveram seus bens e status social devolvido e assumiu os mesmos cargos anteriores que exercia anteriormente ao encarceramento e manteve relações concordatas com o rei até ao fim.
Faleceu no início do ano de 1653 e existem muitos relatos acerca do seu enterro e foram escritos inúmeros poemas, panegíricos e sermões em sua homenagem. O cortejo foi acompanhado por vasta multidão. O seu túmulo está na Capela dos Castros, panteão que ele mandou construir para a família no Convento de São Domingos de Benfica.

## Dados genealógicos
Filho de D. Álvaro de Castro, senhor de Penedono, comendador da Redinha na Ordem de Cristo, vedor da Fazenda d'el-rei D. Sebastião, Embaixador em Roma, etc. e de sua mulher D. Ana de Ataíde, filha de D. Luís de Castro, senhor de Ançã e da casa de Monsanto. Por seu pai, era neto do grande D. João de Castro, 4.º Vice-Rei da índia, e de sua mulher D. Leonor Coutinho.
Muito jovem ficou órfão dos pais e foi criado pela irmã mais velha, D. Violante de Castro.